# Manuel Latre
Manuel Latre Huarte (Caspe, 13 de enero de 1789 -Ciudad Rodrigo, 5 de octubre de 1840) fue un político español, ministro de guerra durante la minoría de edad de Isabel II, teniente general, caballero Gran Cruz y laureado de la Real y Militar orden de San Fernando.

## Biografía
Tío del jurista José de Latre y Aínsa, era hijo de Pedro de Latre y Risa y de Manuela Huarte Ferrero. Hizo la carrera militar y llegó al grado de brigadier. Apoyó el pronunciamiento de Rafael del Riego y en las Cortes de 1821 fue elegido diputado por el reino de Aragón, a la vez que jefe político de Galicia.

## Primera guerra carlista
Durante la primera guerra carlista luchó junto con Baldomero Espartero en el asedio de Bilbao de 1835. En marzo de 1838 sustituyó a José Carratalá como Ministro de Guerra en el gobierno del conde de Ofalia, y después continuó durante unos meses en el gobierno del duque de Frías.
Fue Comandante del segundo batallón de voluntarios de Galicia y jefe político de la misma durante el Trienio Liberal, siendo elegido diputado. Virrey de Navarra desde septiembre de 1837 hasta marzo de 1838. Durante un breve período de tiempo en 1838 fue ministro de la Guerra en la regencia de María Cristina, para ser después elegido senador por Huesca y Capitán general de Galicia.